# Periodonto

1.Dente 2.Esmalte dentário 3.Dentina 4.Polpa dentária 7.Cemento 12.Raiz 17.Periodonto 18. Gengiva 22.Ligamento periodontal

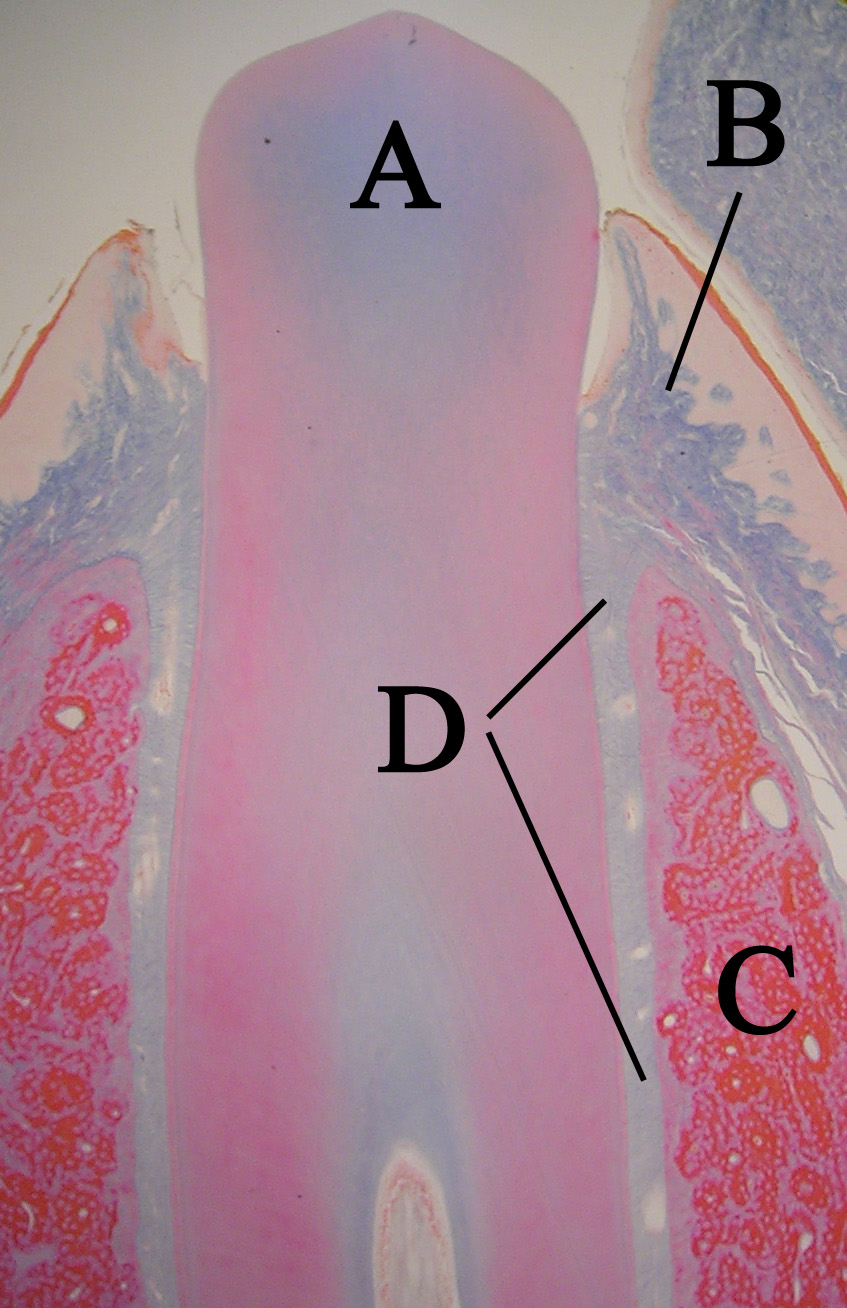
Aspecto histológico do dente e seus tecidos de sustentação: Em A Dentina, em B Periodonto de proteção, em C Osso alveolar, e em D Fibras oblíquas e horizontais do ligamento periodontal

Em Odontologia, periodonto é nome dado a todos os tecidos envolvidos na fixação do dente ao osso (maxila ou mandíbula).
O conhecimento da arquitetura e da biologia do tecido normal é um pré-requisito para a compreensão do tecido doente. Divergências distintivas das características normais são considerações necessárias ao diagnóstico, e o conhecimento do estado normal é essencial para a definição das metas de tratamento.
O periodonto é uma estrutura dinâmica composta por tecidos que apoiam e envolvem o dente. Esses tecidos incluem a gengiva, o ligamento periodontal, o cemento e o osso alveolar. Os suprimentos vasculares e o nervoso dos tecidos também são vitais ao funcionamento normal dos tecidos periodontais.
Dentre suas funções principais, estão incluídas: manter os dentes protegidos de micro-organismos prejudiciais e garantir a sua sustentação. Por meio dos tecidos que compõem a sua estrutura, ele vai proteger as raízes dos dentes, amortecendo as forças de mastigação e prevenindo fraturas, assim como servindo de barreira protetora contra bactérias e outras substâncias que podem culminar em patologias na gengiva e nos dentes.
A estrutura e função dos tecidos componentes do periodonto são mutuamente dependentes, seus processos de renovação e adaptação biológicos dinâmicos mantêm uma relação harmoniosa sob condições normais.

## Composição

### Gengiva
A gengiva cobre o processo alveolar e é o único dos tecidos periodontais, que sob condições saudáveis, é diretamente visível à inspeção. A gengiva saudável é cor-de-rosa pálido (salmão ou rosa coral), mas as variações são comuns dependendo da densidade e queratinização epitelial, vascularização e pigmentação.

### Ligamento periodontal
O ligamento periodontal é uma estrutura fibrosa que conecta o cemento radicular ao osso alveolar. Ele é responsável por amortecer as forças de mastigação e ajudar a manter os dentes firmes em sua posição, além da nutrição do cemento radicular e do osso alveolar.

### Osso alveolar
Os processos alveolares são partes da maxila e da mandíbula que provêm a moradia para as raízes dos dentes. Estes processos são dependentes da presença de dentes; eles se desenvolvem de acordo com a formação e erupção dental, e estão sujeitos a atrofia se os dentes forem perdidos.

### Cemento
O cemento cobre a raiz do dente, assegurando a sua estabilidade. Faz um junção com o esmalte dentário, sendo conhecida por junção amelocementária. Ele vai ser constituído de uma camada de tecido mineralizado, calcificado e avascular, que reveste a superfície radicular do dente. Ele é dividido entre dois principais tipos, o cemento radicular celular (primário) e o cemento radicular acelular (secundário).